# Albert Veliki
Albert Veliki (njem. Albert der Große, lat. Albertus Magnus; Launingen na Dunavu, oko 1200. – Köln, 15. studenoga 1280.), njemački katolički filozof, teolog, svetac, crkveni naučitelj i ratisbonski biskup. Jedan je od važnijih predstavnika srednjovjekovne filozofije.

## Životopis
Rođen je oko 1200. godine kao Albert von Lauingen Graf von Bollstädt, u mjestu Lauingenu na Dunavu, u bavarskoj Švapskoj. Kao šesnaestgodišnjak odlazi u Padovu na studije. Tamo se upoznaje s idealima redovničkoga života te 1223. godine oblači odijelo novoutemeljenoga dominikanskog reda. Uočavajući njegovu golemu nadarenost za učenje, poglavari ga šalju u Köln, a potom po raznim svjetskim učilištima toga doba (Hildesheim, Freiburg, Straßburg, Pariz), gdje je zapanjivao svojom briljantnom inteligencijom i znanjem u skoro svim područjima tadašnje znanosti.
Papa Aleksandar IV. ga 1260. godine postavlja za biskupa u Regensburgu, no Albert nakon tri godine zatraži da ga se razriješi ove dužnosti te se, po nalogu pape Urbana IV., kao Papin legat u Njemačkoj i Bohemiji, ističe vatrenim pozivima u  Križarske ratove. Nakon razrješenja opet se posvećuje poučavanju u Kölnu i redovničkom životu. Umire u Kölnu 1280. godine, gdje je i pokopan, u kripti crkve sv. Andrije. Blaženik je od 1622. godine, a svecem ga je proglasio, tek 1931. godine, papa Pio XI.

### Znanstvenik
Među skolastičkim naučiteljima, zbog svojega opsežnog znanja ne samo u teologiji i filozofiji, nego i znanostima: matematici, astronomiji, astrologiji, fizici, biologiji i medicini, zatim onome što bismo danas nazvali etnologijom, te geologiji i mineralogiji, ovaj svetac ne nosi samo pridjevak "Veliki", već i naslov doctor universalis – sveopći učitelj. 
U znanstvenim stvarima očitovao je počesto empirijski pristup te hvalio eksperimentalnu metodu. Bavio se i danas odbacivanim, paraznanstvenim disciplinama alkemijom i magijom, a ovu posljednju htio je postaviti na "bijele" temelje da bi doskočio Sotoni. Jedna je masonska loža u Kölnu, očito zbog te hermetičke dimenzije njegova djela, uzela njegovo ime. No, posve antimasonski Papa Pio XII. proglasio ga je 1941. godine zaštitnikom prirodnih znanosti.
Albert je prvi veliki predstavnik visoke skolastike, dosljedni aristotelovac, najveći njemački filozof srednjega vijeka. Za filozofiju ostavlja slobodno područje, usporedno s teologijom, temeljeći filozofiju na prirodnoj svjetlosti uma, koja je također od Boga. Um može dospjeti istom cilju kao i objava, ali neke su istine ipak pričuvane za nju: tako, naprimjer, istina Trojstva, koja je razumski neshvatljiva. No, između filozofije i teologije, jer obje su božanske, ne može biti sukoba. Albert je u pitanju univerzalija realist, jer ljudski um spoznaje univerzalije, one su napokon i u njemu, dakle poslije stvari. Slično će naučavati i njegov najpoznatiji učenik Toma Akvinski. 
Spoznaju pak Albert tumači kao otkrivanje onoga općeg u stvarima, koje je od Boga i koje im čini bit. Osjetilima spoznajemo tek pojavu stvari, koja nas vodi onomu općem. Sve stvari, međutim, pute nas Bogu - tu Albert prihvaća kozmološki dokaz Božje opstojnosti. Potpuna spoznaja Boga čovjekovu umu nije dana, nego može biti samo plod vjere. Bog nije posljedak spoznaje, nego njezina pretpostavka. O Njemu ipak sigurno znamo da nije svjetska duša, nego od svijeta odvojeno načelo. Bog stvara svijet iz Ničega: u tom slučaju ne vrijedi pravilo: ex nihilo nihil fit (iz ničega ne može nastati nešto). Duša je po Albertu besmrtna: inače se ne bi moglo objasniti čovjekovo teženje u vjeri i ćudoređu. Ali, duša je stvorena kada i tijelo, dakle nema preegzistenciju. Čovjek po naravi teži dobru djelovanjem savjesti, a navikom postupanja po savjesti nastaje krjepostan život. Ćudoredan je čin ako je potekao iz slobodne odluke, no sukladno Božjem zakonu. Ipak, zbog istočnoga grijeha, nema potpune krjeposti bez Božje milosti.

## Štovanje
Blaženik je od 1622. godine. Papa Pio II. pribrojio ga je među najsvetije naučitelje Crkve. 16. prosinca 1931. papa Pio XI. ga je proglasio svetim. Papa Pio XII. ga je 1941. godine dao za zaštitnika prirodoznanstvenicima, a štuje se i kao zaštitnik filozofa, znanstvenika, studenata (napose onih koji studiraju teologiju), medicinskih tehničara, školske djece i Svjetskog dana mladih. Iako je njegovo tijelo tri godine nakon smrti prilikom ekshuminacije bilo neraspadnuto, prigodom druge ekshuminacije 1483. g. pronađen je samo kostur.

## Djela
- Summa Theologiae (nedovršeno)
- Komentari Sentencija Petra Lombarda

Sabrana Albertova djela izdaje, u kritičnom izdanju, od 1931. godine, Albertus-Magnus-Institut u Bonnu. Prvo je izdanje Opera Omnia (I-XXI) ono lyonsko iz 1651. godine, a slijedi pariško (I-XXXVIII, 1890. – 99.) 

## Vanjske poveznice

### Sestrinski projekti
|  | Zajednički poslužitelj ima još gradiva o temi Albert Veliki |

### Mrežna sjedišta
- Albert Veliki, sv. Hrvatska enciklopedija. LZMK
- Laudato.hr – Ana Dagelić:»Sveti Albert Veliki«  Arhivirana inačica izvorne stranice od 5. ožujka 2016. (Wayback Machine)
- Dominikanci.hr – Sv. Albert Veliki, zaštitnik prirodnih znanosti[neaktivna poveznica]
- Albertus Magnus Institut (njem.)
- Alberti Magni e-corpus (engl.)